# Lamberville (Mancha)
 Lamberville  es una población y comuna francesa, situada en la región de Baja Normandía, departamento de Mancha, en el distrito de Saint-Lô y cantón de Torigni-sur-Vire.

## Demografía
| 236 | 229 | 202 | 192 | 176 | 169 |
| Para los censos de 1962 a 1999 la población legal corresponde a la población sin duplicidades (Fuente: INSEE [Consultar]) |     |     |     |     |     |